# Logiktester

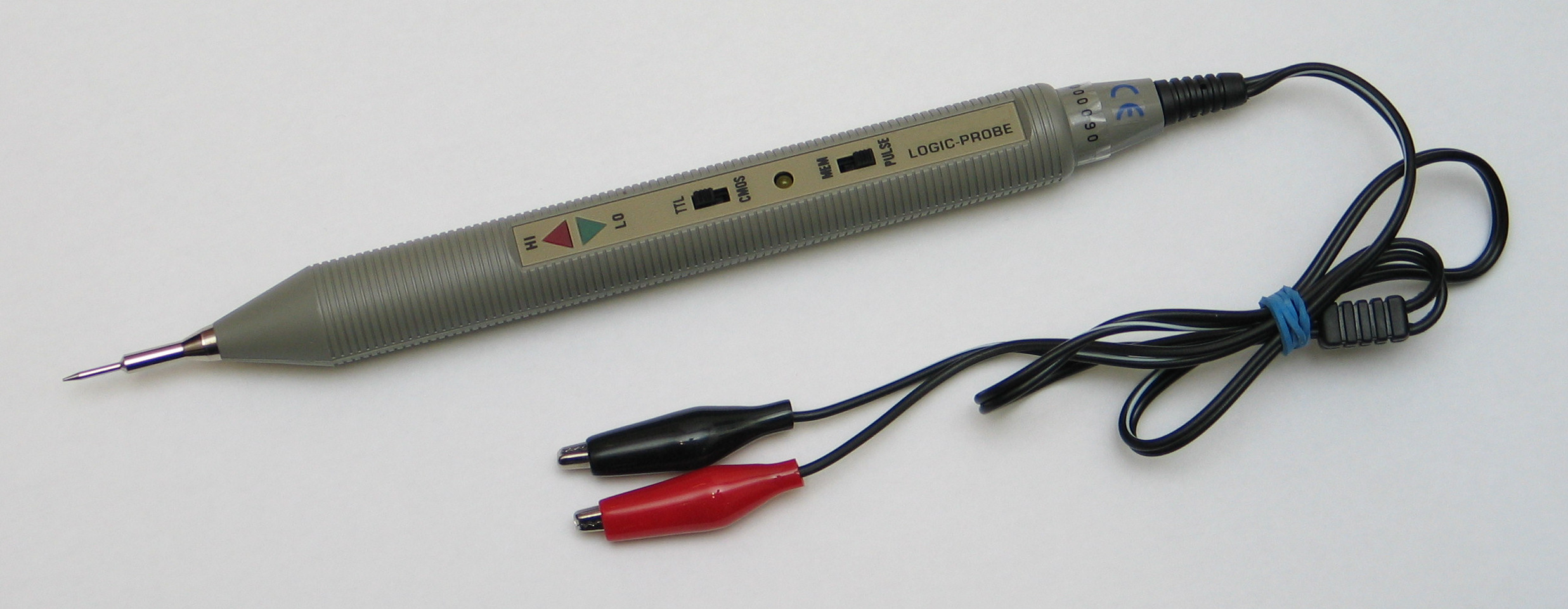
Logiktester mit Impulsanzeige und -Speicher

Der Logiktester ist ein elektronisches Messgerät und dient der Anzeige logischer Zustände (0 oder 1) in digitalen Schaltungen. Er ist meistens stiftähnlich aufgebaut und wird zur Messung in der Hand gehalten. Am vorderen Ende befindet sich eine feine Messspitze – ähnlich einem Tastkopf – mit dem die zu messende Leiterstelle berührt wird.
Die Spannungsversorgung des Logiktesters erfolgt normalerweise aus der zu testenden Schaltung. Dazu befindet sich an der Rückseite eine flexible Leitung, die in zwei Krokodilklemmen endet. Manche Logiktester sind auch batteriebetrieben, benötigen aber trotzdem einen Masseanschluss, der mit der zu testenden Schaltung verbunden wird. Gemessen werden können Pegel in CMOS- und TTL-Schaltungen. Da diese Schaltungen unterschiedlich hohe Spannungspegel für die logischen Zustände definieren, muss der Logiktester vor Beginn der Messung auf die Schaltung eingestellt werden.
Die Anzeige des Logikpegels erfolgt über zwei Leuchtdioden, zur einfacheren Unterscheidung meistens in unterschiedlichen Farben ausgeführt (zum Beispiel rot/grün). Hochwertige Geräte signalisieren den Logikpegel zusätzlich durch ein akustisches Signal (hoher/tiefer Ton).
Je nach Ausstattungsvariante findet man weitere Funktionen:
- Impuls-Anzeige: Eine zusätzliche Leuchtdiode macht Signalimpulse bzw. oszillierende Signale sichtbar.
- Impulsgeber: Ein kurzer Impuls kann in die Schaltung „injiziert“ werden. Der Logiktester kann dazu durchaus bis zu 100 mA in die Schaltung treiben, allerdings wird die Impulsdauer meistens auf wenige Mikrosekunden begrenzt, damit die integrierten Schaltkreise nicht zerstört werden.
- Speicherfunktion: Ein Einzelimpuls wird permanent angezeigt, bis die Anzeige zurückgesetzt wird.
- Zähler: Ein einfacher Binärzähler mit meist 4 LEDs.

Da Logiktester nur Einzelsignale anzeigen können, eignen sie sich nicht für den Einsatz in komplexen Digitalschaltungen mit Datenbussen oder hohen Taktfrequenzen (über 20 MHz). Hier werden beispielsweise Logikanalysatoren eingesetzt. 